# 斑條鱊
多鳞鱊（学名：Acheilognathus taenianalis）为輻鰭魚綱鯉形目鱊科鱊屬的其中一種，該物種於1873年由阿尔伯特·甘瑟描述及命名，主要分布於中國，為特有種，體長可達11.1公分，棲息在中底層水域。

## 扩展阅读
維基物種上的相關：斑條鱊